# Queer Eye (programma televisivo 2003)
Queer Eye è una serie televisiva statunitense che ha debuttato nella rete televisiva via cavo Bravo nel luglio 2003. Originariamente nota come Queer Eye for the Straight Guy il nome le venne successivamente accorciato, all'inizio della sua terza stagione, per includere individui indipendentemente dal genere o dall'orientamento sessuale.
La premessa si basa sullo stereotipo degli uomini gay (queer) come esperti in materia di moda, stile, cura personale, interior design e cultura. Ogni episodio presenta una squadra conosciuta come "Fab Five" (favolosi 5) che esegue un makeover (nel linguaggio dello show, un "make-better"), di solito per un uomo eterosessuale: rinnovare il guardaroba, ridefinire l'aspetto, offrire consigli su toelettatura, stile di vita, cibo e casa.
Queer Eye for the Straight Guy divenne rapidamente un successo a sorpresa, con il conseguente merchandising, il franchising del concetto a livello internazionale e uno spin-off orientato alle donne, Queer Eye for the Straight Girl. La produzione del programma è terminata nel giugno 2006 e l'episodio finale è andato in onda il 30 ottobre 2007.
In Italia, nel 2003, venne prodotto un programma analogo, da LA7, chiamato I fantastici 5; mentre lo show originale venne distribuito da Paramount Comedy dal 2004 al 2006.
Netflix annunciò a gennaio 2017 che stava rifacendo la serie con un nuovo "Fab Five" in una stagione di otto episodi. Il 7 febbraio 2018 il revival fu reso disponibile sulla sua piattaforma.

## Cast
- Ted Allen: "Food and Wine Connoisseur", esperto di alcolici, bevande, preparazione del cibo e presentazione
- Kyan Douglas: "Grooming Guru", esperto di capelli, toelettatura, igiene personale e trucco
- Thom Filicia: "Design Doctor", esperto di interior design e organizzazione domestica
- Carson Kressley: "Fashion Savant", esperto di abbigliamento, moda e personal styling
- Jai Rodriguez: "Culture Vulture", esperto di cultura popolare, relazioni e interazioni sociali"

## Episodi
| Stagione         | Episodi | Primo episodio | Ultimo episodio   |
| ---------------- | ------- | -------------- | ----------------- |
| Prima stagione   | 25      | 15 luglio 2003 | 20 aprile 2004    |
| Seconda stagione | 30      | 1 giugno 2004  | 12 aprile 2005    |
| Terza stagione   | 19      | 7 giugno 2005  | 7 febbraio 2006   |
| Quarta stagione  | 16      | 6 giugno 2006  | 19 settembre 2006 |
| Quinta stagione  | 10      | 2 ottobre 2007 | 30 ottobre 2007   |

## Produzione
I produttori Collins e Metzler hanno ricevuto l'approvazione di Bravo per sviluppare Queer Eye dopo il successo ottenuto dalla rete quando ha controprogrammato una maratona della loro serie del 2002 Gay Weddings in contemporanea con il Super Bowl XXXVII nel gennaio 2003. L'episodio pilota è stato girato a Boston, nel Massachusetts, nel giugno del 2002. Degli eventuali Fab Five, sono stati riconfermati solo Kressley e Allen. I ruoli di cultura, design e grooming sono stati interpretati da James Hannaham, Charles Daboub, Jr. e Sam Spector.
Il pilota è stato consegnato a Bravo nel settembre 2002 ed è stato ben accolto dai test per audience. Poco dopo NBC acquistò Bravo e ordinò 12 episodi della serie. NBC ha promosso lo spettacolo in modo capillare, incluse campagne pubblicitarie e annunci pubblicitari su riviste nazionali.
Kyan Douglas e Thom Filicia si sono uniti allo show per questi episodi, insieme a Blair Boone nel ruolo di "ragazzo della cultura". Boone ha filmato due episodi (che sono stati trasmessi come secondo e terzo episodio e per i quali è stato accreditato come "esperto di cultura ospite"), ma è stato sostituito da Rodriguez a partire dalla produzione del terzo episodio. Ogni puntata è stato girato in un arco di quattro giorni e modificato per creare la percezione che gli eventi dell'episodio si svolgessero in un solo giorno.

## Formato
La maggior parte degli episodi di Queer Eye utilizzava lo stesso format. Il canovaccio inizia con i Fab Five in un SUV (di solito a New York, dove era ambientata principalmente la serie) discutendo del soggetto presso cui sarebbero intervenuti. I Cinque rivedono i dettagli della vita personale del soggetto e segnalano i problemi nelle loro diverse aree di competenza. I Cinque di solito hanno un evento specifico per il quale hanno in programma di preparare il soggetto. Questi eventi erano i più svariati, da un barbecue nel cortile per gli amici alla richiesta di un aumento di stipendio fino a una proposta di matrimonio.
Una volta arrivati a casa del soggetto i "Fab Five" passano in rassegna la sua vita con una miriadi di commenti felini ininterrotti sullo stato del suo guardaroba, l'arredamento e la pulizia. Parlano anche con i membri della famiglia e gli amici per avere un'idea del tipo di stile che amano e dei loro obiettivi per l'esperienza.

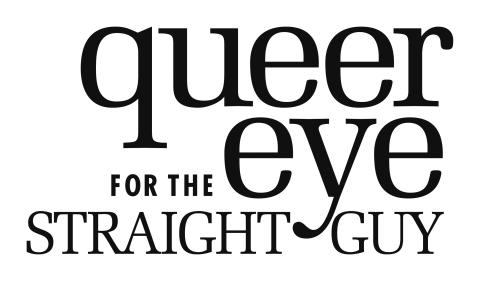
Logo della serie per la prima e per la seconda stagione

Il resto della prima metà dell'episodio segue i "Fab Five" mentre scortano il protagonista dell'episodio in vari locali per selezionare nuovi mobili e vestiti. Spesso, Ted dimostra come selezionare e preparare il cibo per un particolare piatto che il soggetto preparerà per l'evento speciale, e Kyan lo porta per trattamenti termali e un nuovo taglio di capelli. Ciascun segmento dell'episodio include un suggerimento di stile sovrapposto sullo schermo. Intervallati da questo ci sono parti d'interviste in cui amici e familiari del soggetto discutono i suoi problemi di stile.
Nella seconda parte, il soggetto ritorna in una casa completamente rinnovata e supervisione gli articoli del suo nuovo guardaroba. Ognuno dei Cinque offre parole finali di consulenza e incoraggiamento, accompagnati da forniture di prodotti per la toelettatura, cibo, stoviglie e, in alcuni casi, articoli elettronici costosi come centri di intrattenimento e computer.
Il finale vede il protagonista della puntata mentre si prepara per l'evento speciale, con i Fab Five che guardano riprese dei suoi preparativi e criticano quanto bene o quanto malamente abbia seguito i loro consigli. Infine, il soggetto viene seguito attraverso l'evento stesso, con i Cinque che ancora commentano e il protagonista (con amici, colleghi e parenti) che esprime, spesso, la sua profonda gratitudine ai Fab Five per i loro consigli. Un ultimo suggerimento da ciascuno dei Fab Five, di solito relativo a uno degli argomenti trattati nell'episodio, viene proposto poco prima dei titoli di coda.
Episodi speciali di Queer Eye hanno deviato da questa formula, in cui i Fab Five viaggiavano fuori dalla grande area di New York, incluse puntate girate in Inghilterra, Texas e Las Vegas. In due episodi i Fab Five hanno aiutato il restyling di uomini omosessuali (entrambi trasmessi nel mese di giugno, il occasione del Gay Pride, nel 2004 e nel 2006) e, in un altro episodio, di un transgender. Lo show ha visto protagonisti anche i membri dei Boston Red Sox dopo la loro vittoria alle World Series del 2004, diversi speciali per le vacanze e, nella stagione finale, un concorso di "Mister Straight Guy" con soggetti degli episodi della serie.

## Accoglienza

### Critica
Queer Eye for the Straight Guy ha debuttato il 15 luglio 2003 raggiungendo rapidamente un alto share, con un picco nel settembre dello stesso anno con 3,34 milioni di spettatori per episodio. La popolarità della serie fece diventare i Fab Five delle celebrità, con apparizioni di alto profilo agli Emmy e un "make-better" di Jay Leno. I membri di Fab Five hanno trasformato la loro celebrità in contratti di sponsorizzazione, in particolare Thom Filicia diventò il portavoce di Pier 1 Imports.
La stampa americana, quasi universalmente, si complimentò con la serie e con i Fab Five. La rivista Out ha inserito i Fab Fivenella classifica "OUT 100" (le più grandi storie di successo gay) del 2003. La rivista Instinct ha collocato Kressley tra i "Leading Men" del 2004.
La serie ha anche attirato critiche per aver fatto generalizzazioni sull'identità sessuale, e cioè che gli uomini omosessuali sono intrinsecamente più alla moda degli eterosessuali. Tra coloro che hanno fatto questa critica c'erano Tom Shales nel Washington Post ("stereotipi in parata"), Richard Goldstein in Village Voice e il membro del Congresso degli Stati Uniti Barney Frank sul New York Post.
Nella seconda stagione lo share è diminuito, con una media di circa 1,8 milioni di spettatori per episodio. Nuovi episodi hanno continuato a essere trasmessi per altre due stagioni. Bravo ha confermato all'inizio del 2007 che Queer Eye era stato cancellato. Gli altri episodi della quinta stagione sono stati annunciati come Queer Eye: The Final Season e sono stati trasmessi due volte a settimana dal 2 ottobre 2007.

## Riconoscimenti
Queer Eye ha vinto un Emmy Award per Outstanding Reality Program nel 2004 e fu candidato per un altro Emmy nella stessa categoria nel 2005. La serie ha anche ricevuto GLAAD Media Awards per Outstanding Reality Program nel 2004 e 2005, ed è stata candidata, per lo stesso premio, nel 2006.

## Influenza culturale
La popolarità della serie ha ispirato parecchie parodie. Comedy Central ha ospitato una serie televisiva satirica chiamata Straight Plan for the Gay Man, in cui quattro uomini eterosessuali insegnavano agli uomini omosessuali come essere più stereotipati, ad avere nelle loro case insegne di birra al neon e a fare sport. South Park ha parodiato lo show ed i suoi ospiti nell'episodio "South Park Is Gay!", In cui i protagonisti scoprono che i Fab Five sono in realtà cattivi.

## Serie spin-off
Nel gennaio 2005, Scout Productions ha presentato in anteprima una serie spin-off intitolata Queer Eye for the Straight Girl, ambientata a Los Angeles. Presentava un cast di quattro esperti dello stile di vita (tre uomini e una donna, conosciuti come i "Gal Pals") che eseguivano il restyling per le donne. Lo spettacolo è stato cancellato dopo una stagione.

## Adattamenti internazionali
Il successo americano di Queer Eye ha portato molte reti televisive di diversi paesi doppiare gli episodi americani, con un certo numero di paesi che hanno creato le loro versioni locali di Queer Eye. Tuttavia, alcune di queste versioni non hanno avuto il successo dell'originale e la maggior parte non durò molto. La gestione delle licenze del formato fu gestita da NBCUniversal.
Il produttore televisivo NBCU, David Hedges, e la sua casa di produzione britannica vialondon.tv hanno prodotto versioni locali per l'Europa, con il canale Living di Flextech che ha fatto lo stesso per produrre la versione del Regno Unito dopo che il primo tentativo di produzione inglese fu abbandonato.
| Stato                  | Canale      | Nomi dei programmi                     | Stagione | Episodi | Primo episodio                                                                              |
| ---------------------- | ----------- | -------------------------------------- | -------- | ------- | ------------------------------------------------------------------------------------------- |
| [ 18 ]                 | Network Ten | Aussie Queer Eye for the Straight Guy  | 1        | 6       | 9 febbraio 2005—23 febbraio 2005 NB: Tre episodi sono stati trasmessi più avanti nell'anno. |
| [ 19 ]                 | KanaalTwee  | De heren maken de man                  | 2        |         | 2005                                                                                        |
| Cile (bandiera)        | Mega        | Ojo con Clase (Classy Eye)             | 1        |         | 5 aprile 2013                                                                               |
| Finlandia (bandiera)   | Channel 4   | Sillä silmällä                         | 2        | 24      | 30 marzo 2005                                                                               |
| Francia (bandiera)     | TF1         | Queer, Cinq Experts dans le Vent       | 1        | 8       | 2004                                                                                        |
| Germania (bandiera)    | RTL 2       | Schwul macht cool (Gay makes you cool) | 1        | 8       | 10 novembre 2003                                                                            |
| Grecia (bandiera)      | ANT1        | Fab 5                                  | 1        | 10      | 2011                                                                                        |
| [ 20 ]                 | La7         | I Fantastici Cinque                    | 2        | 22      | 2004                                                                                        |
| Portogallo (bandiera)  | SIC         | Esquadrão G                            | 1        | 8       | 11 settembre 2005                                                                           |
| Spagna (bandiera)      | Antena 3    | El Equipo G                            | 1        | 10      | 2005                                                                                        |
| Svezia (bandiera)      | TV3         | Fab 5 Sverige                          | 1        | 12      | 2003                                                                                        |
| Regno Unito (bandiera) | ITV1        | Queer Eye For The Straight Guy UK      | 2        | 14      | 2004                                                                                        |
| Norvegia (bandiera)    | TV3         | Homsepatruljen (The Gay Patrol)        | 3        | 36      | 2004 & 2012                                                                                 |

## Casi mediatici
Con il successo della prima stagione, il "ragazzo della cultura" originale Blair Boone citò in giudizio lo spettacolo per la violazione del contratto, sostenendo che avrebbe dovuto essere pagato non solo per due episodi, ma per tutta la stagione per cui era stato ingaggiato per girare.

## Merchandising

### Colonna sonora
La colonna sonora di Queer Eye for the Straight Guy è stata distribuita il 10 febbraio 2004 negli Stati Uniti. L'album ha raggiunto il primo posto nella classifica della musica elettronica, il secondo posto nella classifica della colonna sonora piazzandosi anche tra i primi 40 posti nella classifica degli album Billboard 200. In Australia la colonna sonora è stata distribuita dal Sydney Gay and Lesbian Mardi Gras.

#### Elenco della pista
1. "All Things (Just Keep Getting Better)" – Widelife con Simone Denny
2. "Good Luck" – Basement Jaxx featuring Lisa Kekaula
3. "Slow" (Chemical Brothers Mix) – Kylie Minogue
4. "Move Your Feet" – Junior Senior
5. "You Promised Me (Tu Es Foutu)" – In-Grid
6. "Superstar" – Jamelia
7. "Everybody Wants You to Emerge" – Fischerspooner/Billy Squier
8. "Sunrise" (Jason Nevins Remix) – Duran Duran
9. "Never Coming Home" (Gonna Live My Life Remix) – Sting
10. "An Area Big Enough to Do It In" – Prophet Omega
11. "You're So Damn Hot" – OK Go
12. "Extraordinary" – Liz Phair
13. "Are You Ready for Love" – Elton John
14. "Five Gay Men in One House" – Jai Rodriguez e Ted Allen
15. "All Things (Just Keep Getting Better)" (music video)

### Libri
Un libro intitolato Queer Eye for the Straight Guy: The Fab 5's Guide to Looking Better, Cooking Better, Dressing Better, Behaving Better and Living Better è stato pubblicato nel 2004 da Clarkson Potter / Publishers, un marchio di Random House.

### Uscite di DVD
Diversi DVD sono stati pubblicati in concomitanza con la serie. Kressley, Filicia e Allen avevano ciascuno delle pubblicazioni individuali che enfatizzavano i loro argomenti di competenza. Douglas e Rodriguez sono stati protagonisti di un unico DVD incentrato sulla tolettatura. Altre versioni di DVD includono Queer Eye per i Red Sox (con l'episodio di makeover del team) e un cofanetto multi-disc.

## Revival
Netflix ha ordinato 8 nuovi episodi di Queer Eye nel gennaio 2017 per presentare un nuovo "Fab Five". Scout Productions ha contribuito con il revival, che scambia l'ambientazione originale di New York per la Georgia.
Il nuovo Fab Five è composto da:
- Antoni Porowski - cibo e vino
- Jonathan Van Ness - toelettatura
- Bobby Berk - design
- Tan France - moda
- Karamo Brown - cultura.[27]

### Critica
Sul sito web di aggregatori di recensioni Rotten Tomatoes la prima stagione ha un rating di approvazione del 100% basato su 13 recensioni e una valutazione media di 7,35/10. Il consenso critico del sito web recita: "Queer Eye si adatta a un'epoca diversa senza perdere il suo stile, fascino o senso del divertimento, dimostrando che la formula dello show rimane altrettanto dolcemente coinvolgente anche dopo un cambio di location e un nuovo gruppo di host". Su Metacritic, la stagione ha un punteggio medio ponderato di 73 su 100, basato su 7 critici, che indica "recensioni generalmente favorevoli".

## Riconoscimenti
Emmy Awards – 2004
- Vinto – Miglior Reality
- Candidatura – Miglior direzione artistica per un programma di varietà o musica
- Candidatura – Miglior direzione per un programma Non-fiction

Emmy Awards – 2005
- Candidatura – Miglior Reality

Online Film & Television Association – 2004
- Candidatura – Miglior Service Show

PGA Awards – 2004
- Vinto – Miglior produzione per un reality /gioco/serie televisiva d'informazione

GLAAD Media Awards 2004
- Vinto – Miglior reality show

PGA Awards – 2005
- Candidatura – Miglior produttore per un programma non-fiction

GLAAD Media Awards
- Vinto – Miglior reality show

People's Choice Awards, USA – 2005
- Candidatura – Reality show "makeover" preferito

GLAAD Media Awards 2006
- Candidatura – Miglior reality show

GLAAD Media Awards 2007
- Candidatura – Miglior reality show

Teen Choice Awardss – 2009
- Candidatura – Choice TV Fab-u-lous

### Libri
- Engstrom, Erika. "The 'Reality' of Reality Television Wedding Programs". Based on "Engstrom's "Hegemony in Reality-Based TV Programming: The World According to A Wedding Story (Media Report to Women (2003) 31(1) 10–14) and "Hegemony and Counterhegemony in Bravo's Gay Weddings (Popular Culture Review (2004) 15(2) 34–35). Collected as chapter 13 in Galician, Mary-Lou and Debra L. Merskin (2007). Critical Thinking about Sex, Love, and Romance in the Mass Media: Media Literacy Applications. Routledge. ISBN 0-8058-5615-3.  pp. 335–53.